# ستيوارت لان
ستيوارت لان (بالإنجليزية: Stuart Lane)‏ هو لاعب اتحاد الرغبي بريطاني، ولد في 12 نوفمبر 1952 في Tredegar ‏ في المملكة المتحدة.

## وصلات خارجية
- ستيوارت لان عل موقع إسبنسكروم (الإنجليزية)